# Igreja e Convento de Nossa Senhora da Piedade
A Igreja e Convento de Nossa Senhora da Piedade é um templo católico localizado na cidade de Salvador, Bahia, no mesmo local está instalado um convento.

## História
Como era chamado, o hospício dos Capuchinhos na Piedade, foi construído entre os anos de 1683 e 1686. Até o ano de 1702, o convento foi cuidado pelos Frades Capuchinhos da circunscrição da França. Dois anos após a supressão, em 1705, os Capuchinhos italianos assumiram a casa. 
Em 1712, o Hospício de Nossa Senhora da Piedade foi elevado à residência e Prefeitura, recebendo o nome de missão da Bahia ou do Rio São Francisco. A Igreja de Nossa Senhora da Piedade, já sofreu muitas reformas desde a sua construção, ao passo que, quando os Capuchinhos italianos assumiram a missão, acharam por bem demolir a igreja e reconstruí-la nos padrões atuais, sendo uma igreja imponente. Foi iniciada a construção do Hospício de Nossa Senhora da Piedade pela  Ordem dos Frades Menores Capuchinhos franceses, na segunda metade do século XVII, que foi inaugurado em 1686. Os capuchinhos franceses foram expulsos por questões políticas em 1700 e foram substituídos pelos capuchinhos da Congregação da Propaganda Fide de origem italiana. O local passou por reformas e ampliações nos períodos de 1709 a 1717 e 1809 a 1825. No começo do século XX a fachada do edifício foi modificada. Atualmente, o convento e a igreja estão bem conservados. Desde o século XVII, a igreja/convento concede assistência sacramental, com celebrações e confissões diárias, além de assistência espiritual a grupos. 
No dia 01 de agosto de 2016, a Igreja foi elevada á título de Santuário Arquidiocesano, pelo Arcebispo de Salvador, Dom Murilo Krieger, em comemoração pelo jubileu dos 330 anos de construção. 